# Carpentier
Carpentier je priimek več oseb:
- Alejo Carpentier, kubanski pisatelj
- Georges Carpentier, francoski boksar
- Marcel-Maurice Carpentier, francoski general